# Begonia naraharii
Begonia naraharii, biljna vrsta iz roda begonija. Otkrivena je 2024. godine u brdima Mishmi u okrugu Lohit u Arunachal Pradeshu. To je cvjetnica s karakterističnim obilježjem živopisnih plavih preljeva na koje se vide na izravnom svjetlu. Biljka je dobila ime po znanstveniku iz Hyderabada, G. Narahari Sastryju, koji je također bivši direktor CSIR-a za sjeveroistok u Institutu za znanost i tehnologiju (NEIST), Jorhat (Assam), a u znak priznanja za "njegov golemi doprinos osnivanju Centra za očuvanje germplazma za bioresurse na kampusu NEIST.
Od strane docenta Sveučilišta za znanost i tehnologiju Meghalaya (USTM) Nazira Ahmada Bhata i znanstvenika Bipankara Hajonga pod nadzorom višeg znanstvenika Pankaja Bharalija – oboje iz CSIR-NEIST-a, otkriveno je da ova nova vrsta raste na padinama brda sastavljenim od pješčenjaka, prekrivenih različitim vrstama mahovina i paprati.
Vrsta je opisana u Phytotaxa 637(3): 286 (2024)